# Baldersheim
Baldersheim település Franciaországban, Haut-Rhin megyében. Lakosainak száma 2577 fő (2022. január 1.). Baldersheim Battenheim, Ruelisheim, Wittenheim, Ottmarsheim, Sausheim és Hombourg községekkel határos.

## Népesség
A település népességének változása:
| Lakosok száma | 2592 | 2608 | 2663 | 2616 | 2662 | 2667 | 2636 | 2607 | 2577 |
|               | 2013 | 2015 | 2016 | 2017 | 2018 | 2019 | 2020 | 2021 | 2022 |